# Галли, Розина
Розина Галли (итал. Rosina Galli, родилась в Неаполе в 1892 году — скончалась в Милане 30 апреля 1940 года) — итальянская балерина, балетмейстер и учитель танцев. После нескольких лет карьеры в Италии переехала в США. Много лет выступала на сцене Метрополитен-опера в Нью-Йорке. Прима-балерина в театре Ла Скала, в балете в Чикаго, а также ведущая танцовщица в театре Сан-Карло и Метрополитен-опера.

## Биография

### Ранние годы
Розина Галли родилась в Неаполе в 1892 году, где её отец трудился юристом. Она училась танцу в балетной школе Театро ди Сан-Карло. Уже в 14 лет Розина стала ведущей танцовщицей. Когда ей предложили место первой танцовщицы в балете театра Ла Скала, её семья переехала в Милан. На большой сцене она дебютировала в 1910 году. Ей было восемнадцать лет. Галли танцевала в Pietro Micca и Ballo Excelsior. Хореографом выступил Луиджи Манзотти.

### Карьера в Соединённых Штатах Америки

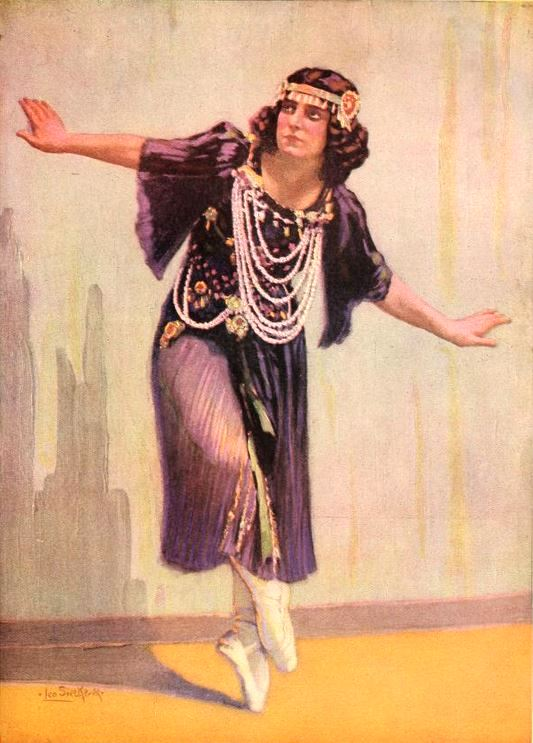
Розина Галли в постановке «Галлы», рисунок 1920 года

В 1911 году её отец и два брата сопровождали Галли в Геную. Оттуда она вместе с матерью отправилась в Чикаго. Галли сначала выступала в качестве одной из солисток, а затем стала примой-балериной в театре Чикаго. В 1913 году её пригласили выступать на сцене Метрополитен-опера в Нью-Йорке.
Галли имела хрупкую фигуру и была невысокого роста. Её даже прозвали «эльфийкой». Тем не менее, девушка демонстрировала строгую технику исполнения танца и блестяще выполняла сложные пируэты. В Нью-Йорке Розина Галли продолжая танцевать до 1931 года. Ее партнером в Метрополитен-опера был Джузеппе Бонфильо. Занятия по хореографии проходила в основном под руководством Луиджи Альбертьери. За эти годы она сыграла более чем 100 ролей. Она блистала на сцене Метрополитен-опера в таких постановках как «Кармен» (1924), «Травиата» (1925) и «Мерри Маунт» (1934).
Ещё в 1919 году она сама начала выступать в качестве преподавателя танцев в студии при Метрополитен-опера. Здесь она обучала балерин до 1935 года. Будучи преподавателем она выступала сторонницей строгого соблюдения правил, которые усвоила во время выступления на сцене Ла Скала (школа Энрико Чекетти).
Хелен Тамирис, которая сыграла важную роль в создании Школы американского танца в 1930 году, была одной из учениц Галли.
Именно в Метрополитен-опера Галли познакомилась со своим будущим мужем, Джулио Гатти-Касазза. Этот человек ранее был управляющим в Ла Скала, а с 1908 года — директором Метрополитен-опера. Первоначально балерина была его любовницей. Но в 1930 году Джулио и Розина поженились. Венчание прошло в римско-католической церкви Святого Иосифа в Джерси-Сити, штат Нью-Джерси.

### Последние годы
Когда Джулио Гатти-Касаззой вышел на пенсию в 1935 году, пара вернулась в Италию. Супруги проживали на вилле на озере Лаго-Маджоре.
Розина Галли умерла в Милане 30 апреля 1940 года. Её супруг, который был на 23 года старше, умер в следующем году в сентябре.

## Галерея

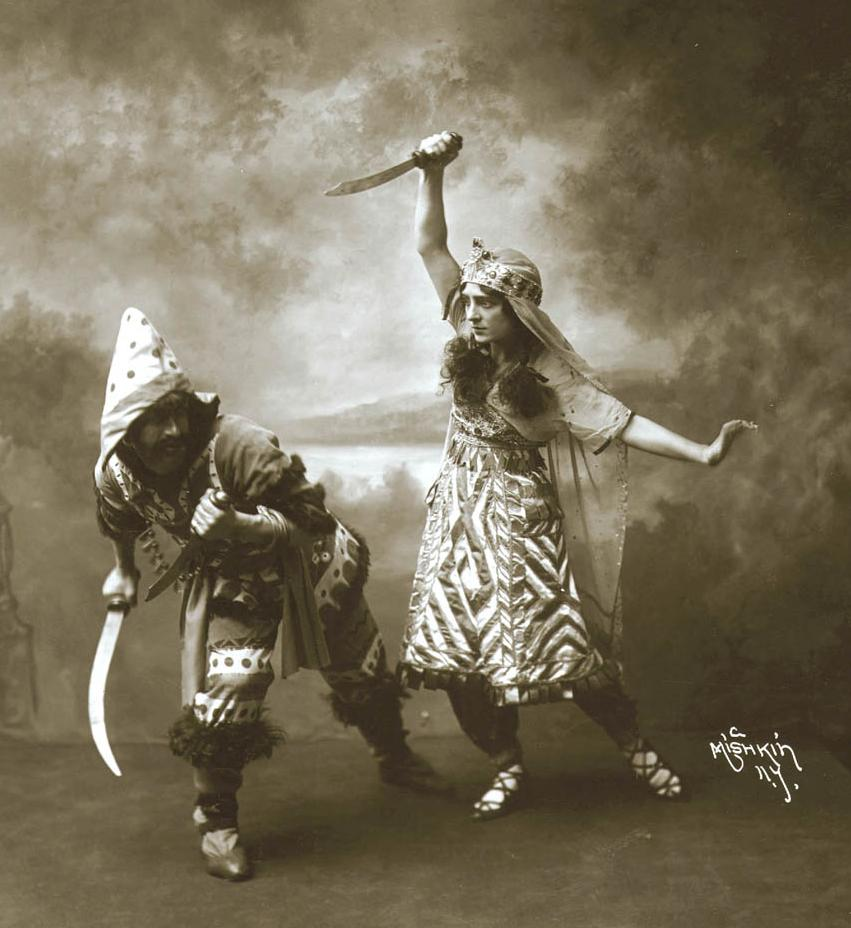
Джузеппе Бонфиглио и Розина Галли в постановке «Князь Игорь», сцена «Половецкие пляски» в 1915 году
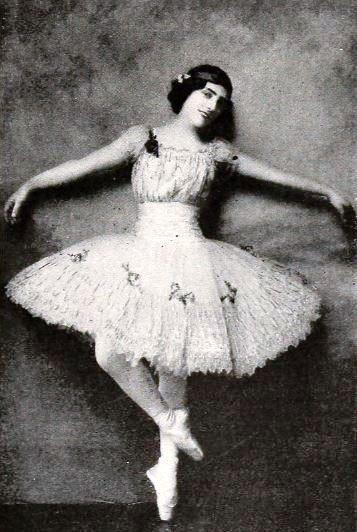
Галли в 1919 году
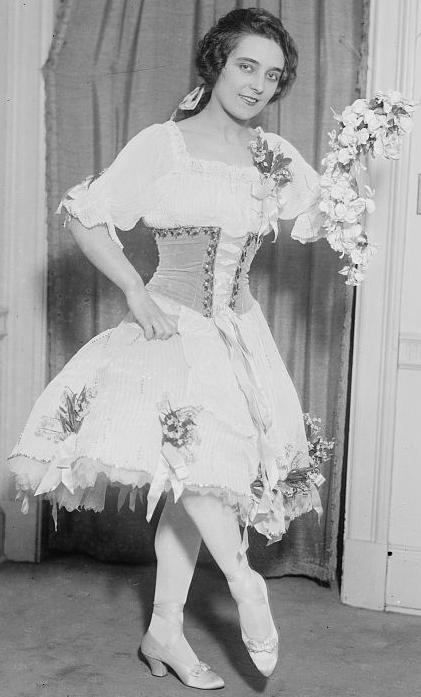
Галли в конце 1920-х годов
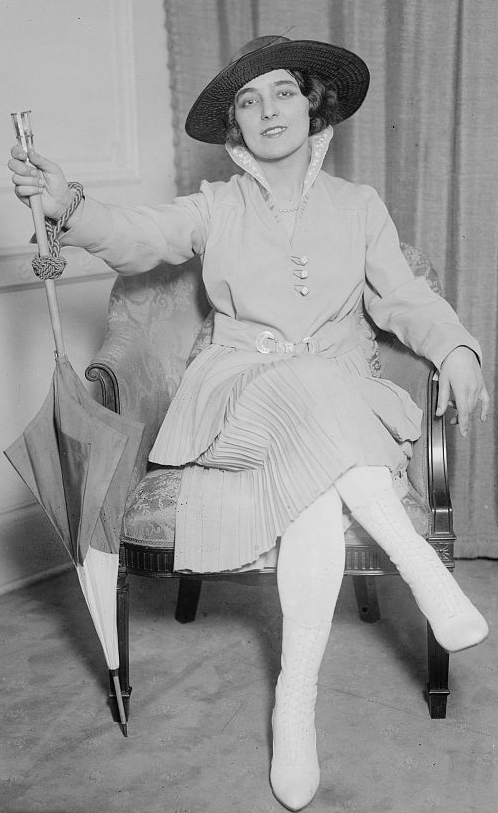
Розина Галли в 1930-е годы